# Electric Guitars (album)
Electric Guitars er debutalbummet fra det danske rockband Electric Guitars. Albummet udkom 9. september 2013 på Target Records.
Albummet blev indspillet i Medley Studios på Vesterbrogade i København. Det var også her at bandet skabte stor opmærksomhed, da de fik samlet ti af Danmarks kendteste og bedste guitarister på ét og samme nummer, "Hero Of Mine". For første gang i 20 år medvirkede Gasolin-guitaristen Franz Beckerlee på en pladeindspilning. Udover Beckerlee og Electric Guitars guitaristerne Søren Andersen og Mika Vandborg, spillede Per Møller, Poul Halberg, Billy Cross, Jacob Binzer, Tim Christensen, Uffe Steen, Jens Runge, Aske Jacoby og Mikkel Nordsø hver én solo på nummeret som næsten varer ti minutter.
På den officielle Album Top-40 nåede albummet op på en 26. plads som bedste placering. Det udkom på cd, vinyl og download.

## Personel

### Band
- Mika Vandborg: Vokal, elektrisk guitar og slide guitar
- Søren Andersen: Vokal, elektrisk guitar og akustisk guitar
- Peter Kjøbsted: Bas og backing vokal
- Morten Hellborn: Trommer, percussion og backing vokal
- Per Møller, Poul Halberg, Billy Cross, Jacob Binzer, Tim Christensen, Franz Beckerlee, Uffe Steen, Jens Runge, Aske Jacoby og Mikkel Nordsø: Guitar på spor 12[4]

## Sporliste
1. "Four Leaf Clover" – 3:52
2. "Break It Up" – 3:50
3. "So Far Away" – 4:32
4. "Easy Way Out" – 3:33
5. "Spotlight" – 3:18
6. "Never Mind the Dog" – 4:46
7. "You're On Fire" – 3:29
8. "Ronnie" – 4:19
9. "Elevator Blues" – 4:09
10. "Baby I Love You" – 5:19
11. "Horsefly" – 4:24
12. "Hero of Mine" – 9:50